# رايات المبرزين وغايات المميزين
رايات المبرزين وغايات المميزين هو مختارات شعرية مختصرة جمعها ابن سعيد الأندلسي بالقاهرة سنة 641 هـ (1243 م)، وهو لا يعد كتابًا مستقلًا بذاته، بل هو في الحقيقة مجموعة مختارات انتقاها ابن سعيد من كتابه الكبير «المغرب في حلى المغرب» بطلب من نائب سلطنة مصر ابن يغمور، الذي كان مهتمًا بالأدب.

## أقسام الكتاب
قسم ابن سعيد كتابه إلى ثلاثة أقسام:
- الأول: ويختصّ بجزيرة الأندلس؛ وجعله في ثلاثة أقسام داخلية:
  - غرب الأندلس
  - وسط الأندلس
  - شرق الأندلس
- الثاني: يختص بالمغرب، وقسمه إلى ثلاثة أقسام داخلية أيضاً:
  - المغرب الأقصى
  - المغرب الأوسط
  - المغرب الأدنى (إفريقية)
- الثالث: يختصّ بجزيرة صقلية.

## تحقيق الكتاب
حققه المستشرق الإسباني غارثيا غوميس ونشره في مدريد سنة 1942، مزودًا بترجمة إسبانية، كما اضطلع المستشرق البريطاني آرثر آربري بترجمة مختارات من قصائد الكتاب ونشرها بالإنجليزية، ونشره الدكتور النعمان القاضي في القاهرة، مقدمًا له بمقدمة طويلة نسبيًا (نحو 30 صفحة) من كتاب لا يتجاوز 184 صفحة بفهارسه وملاحقه، وترجمه لاحقًا جيمس بيلامي وباتريشيا ستاينر إلى الإنجليزية.

## قيمة الكتاب
يصف لويس كرومتون الكتاب بأنه «ربما كان أهم كتب المختارات الشعرية الأندلسية».